# Bemahatazana (Tsiroanomandidy)
Bemahatazana è una città e comune del Madagascar situata nel distretto di Tsiroanomandidy, regione di Bongolava. 
La popolazione del comune rilevata nel censimento 2001 era pari a 18 107 unità.